# Mihail Bekker
Mihail Bekker (n. 6 noiembrie 1921,Galați- d. 6 decembrie 2016, Chișinău)-  a fost un istoric al celui de-al Doilea Război Mondial moldovean.  Locuiește la Chișinău din 28 iunie 1940. În anul 1941, după începerea războiului, tatăl său a fost internat în GHETO-ul din Ismail.  În anii războiului a luptat pe front în cadrul Armatei sovietice, iar din anul 1944 a colaborat cu NKVD (unitățile NKVD din Armata sovietică). După război a făcut parte din SMERȘ. A fost membru ULCT între anii 1941 și 1947. A absolvit facultatea de construcții a Universitații Tehnice din Moldova în anii 60. Este autor a câtorva scrieri despre al Doilea Război Mondial, despre Holocaust și participarea evreilor în acest război. A participat la elaborarea Cărții Memoriei (ed. Ministerul Apărării al Republicii Moldova). Este căsătorit. Soția, născută în anul 1922,  este originară din Ismail. Ambii, vorbitori excelenți ai limbii române și cunoscători buni ai realităților românești, ai artei și literaturii de până la 1940. Cu toate acestea, Mihai Beker a scris rusește.

## Opera
- Biblus[nefuncțională – arhivă]
- Catalogul BNRM[nefuncțională]
- Memoria este nemuritoare. Chișinău, 2000, Tipografia centrală. 320 pp. (în rusă)
- Pământ stropit cu sânge. Chișinău, 2006, Tipografia centrală. 244 pp. (în rusă)
- Catalogul BNRM[nefuncțională]